# Vanessa Mesquita
Vanessa André Mesquita (São Paulo, 1 de abril de 1986) é uma modelo, fisiculturista, veterinária, ativista e personalidade de reality show brasileira, mais conhecida por ser a vencedora da décima quarta temporada da versão brasileira do Big Brother, exibida pela Rede Globo, em 2014. Após o programa, ela foi capa da Playboy. Atua na área de proteção animal desde 2005. Tem uma estrela batizada com seu nome (estrela de número 75430, na constelação de Áries).

## Vida pessoal
Vanessa André Mesquita perdeu o pai ainda criança, 15 dias antes de completar nove anos. Em diversos momentos na casa do Big Brother Brasil, a modelo deixou claro que, além de sua causa (de bem-estar animal), ela estava ali para deixar sua mãe, dona Solange, orgulhosa. Com o prêmio do jogo em dinheiro, ela quer voltar a estudar Medicina Veterinária, construir uma clínica 24 horas para cuidar gratuitamente de cães e gatos e um sítio-abrigo. A modelo também é ativista pelos direitos dos animais, madrinha de uma ONG e participou do resgate de cães da raça beagle do laboratório do Instituto Royal de São Roque, São Paulo, em 2013.
Em 2022, se submeteu a uma ninfoplastia. Em 2023, estava noiva de Thor Moraes, que lhe foi apresentado por Clara Aguiar.

## Big Brother Brasil
No dia 7 de janeiro de 2014, Vanessa Mesquita foi anunciada como um dos vinte concorrentes do Big Brother Brasil.
Na casa do Big Brother, a primeira semana foi marcada pelo primeiro beijo de Clara Aguiar. As duas formaram então o primeiro casal gay de toda a história do reality. As duas sempre foram amigas e companheiras, se defendendo mutuamente.
| “                   | Nas festas, a bebida entra e a verdade sai... | ” |
| — Vanessa Mesquita, |                                               |   |

Na quarta votação, Vanessa foi uma das mais votadas pelos colegas de casa e foi colocada no paredão, ao lado de Marcello Zagonel e de Princy Cavalcante, que foi eliminado com 68% dos votos do público. Com atitude forte, ela contestou sua indicação ao paredão. Sempre que descobria que algum dos colegas de casa haviam dito algo sobre ela, ela os confrontava. Por conta disso, brigou com Letícia Santiago, com Franciele Almeida, e com Cássio Lannes, que se tornou seu maior rival no jogo por algumas semanas.[carece de fontes?]
Apesar do bom desempenho nas competições, Vanessa tornou-se Líder da Casa apenas uma vez, provocando a eliminação de Cássio, numa jogada que colocou Marcelo, com a ajuda de Clara e Valter "Slim" Araújo, para eliminar um deles.[carece de fontes?]
No dia 1º de abril de 2014, após 78 dias de confinamento, foi anunciada pelo apresentador Pedro Bial como a vencedora do programa, recebendo 53% dos votos do público, superando a advogada Ângela Munhoz, que terminou como vice-campeã, e Clara Aguilar, que terminou em terceiro lugar.
Usou o prêmio para formar-se em Medicina Veterinária e especializar-se em cirurgia. Também investiu em sua ONG (Instituto Pet Van), que atua na defesa e na proteção de animais. Em 2022, ela mesma tinha 21 animais em sua casa.

## Curiosidades
- Vanessa Mesquita é a terceira mulher bissexual a vencer um reality show brasileiro escolhida pelo público. A primeira foi Ellen Oléria do The Voice Brasil 2012, também na Rede Globo, e a segunda foi Angelis Borges, do Fazenda de Verão, que foi exibido na Rede Record, de outubro de 2012 a janeiro de 2013.[carece de fontes?]
- Ela foi declarada vencedora do Big Brother Brasil no mesmo dia de seu aniversário de 28 anos.[carece de fontes?]
- Ela é a primeira ganhadora do Big Brother Brasil a comercializar uma Marca de Móveis - Alezzia Móveis.[carece de fontes?]
- Em 2019, foi assaltada a mão armada no portão de sua casa, em Pirituba.[13][14]
- Em 2020, criticou a atuação de Luisa Mell por expor os animais de forma sensacionalista.[3]
- Em 2020, compartilhou que sofre de síndrome do pânico em suas redes sociais.[15]
- Em 2021, encerrou a parceria de sua clínica veterinária com a médica veterinária Camila Moreto.[16]